# 戈爾德菲爾德 (科羅拉多州)
戈爾德菲爾德（英語：Goldfield）是位於美國科羅拉多州特勒縣的一個人口普查指定地區。

## 地理
戈爾德菲爾德的座標為38°43′04″N 105°07′34″W / 38.71778°N 105.12611°W，而該地最高點為海拔高度3018米（即9901英尺）。

## 人口
根據2010年美國人口普查的數據，戈爾德菲爾德的面積為0.36平方千米，當中陸地面積為0.36平方千米，而水域面積為0.00平方千米。當地共有人口47人，而人口密度為每平方千米130人。